# Lenci-Puppe

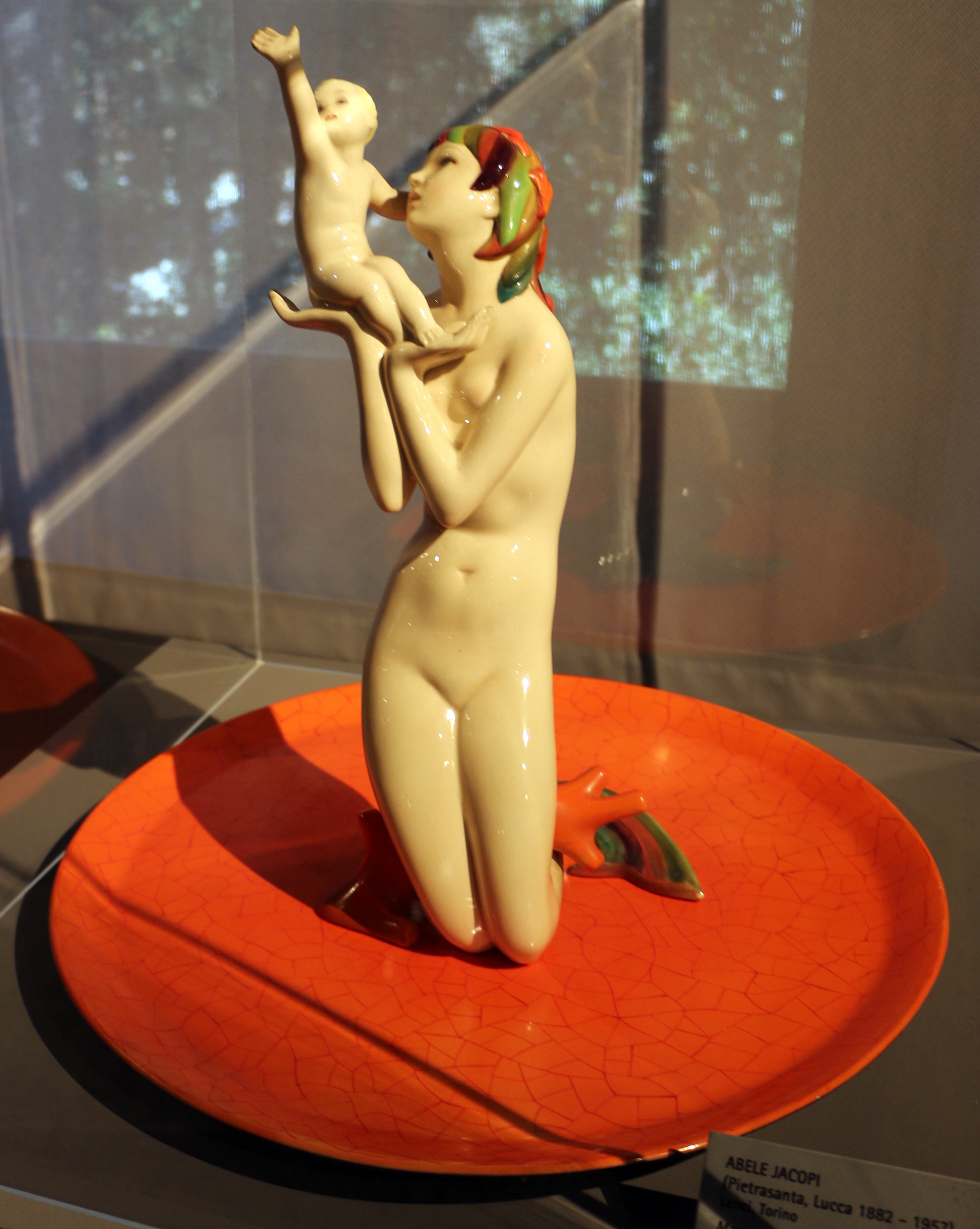
Abele Jacopi: Mamma Sirena, Entwurf für Lenci um etwa 1935

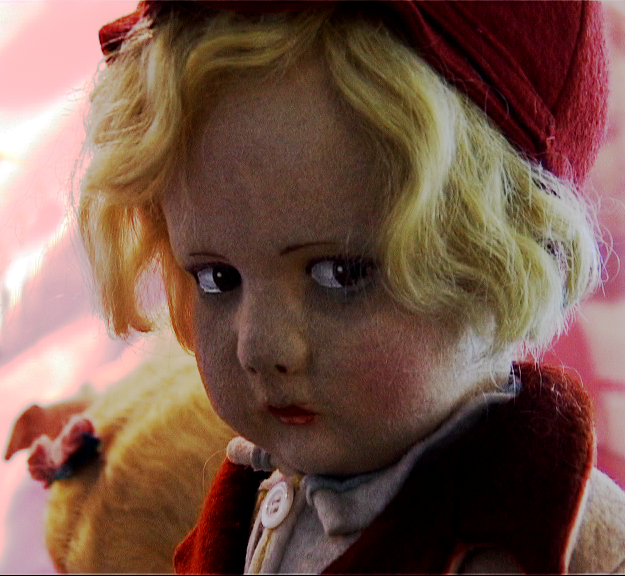
Lenci-Puppe im Spielzeugmuseum Bad Lauterberg im Harz

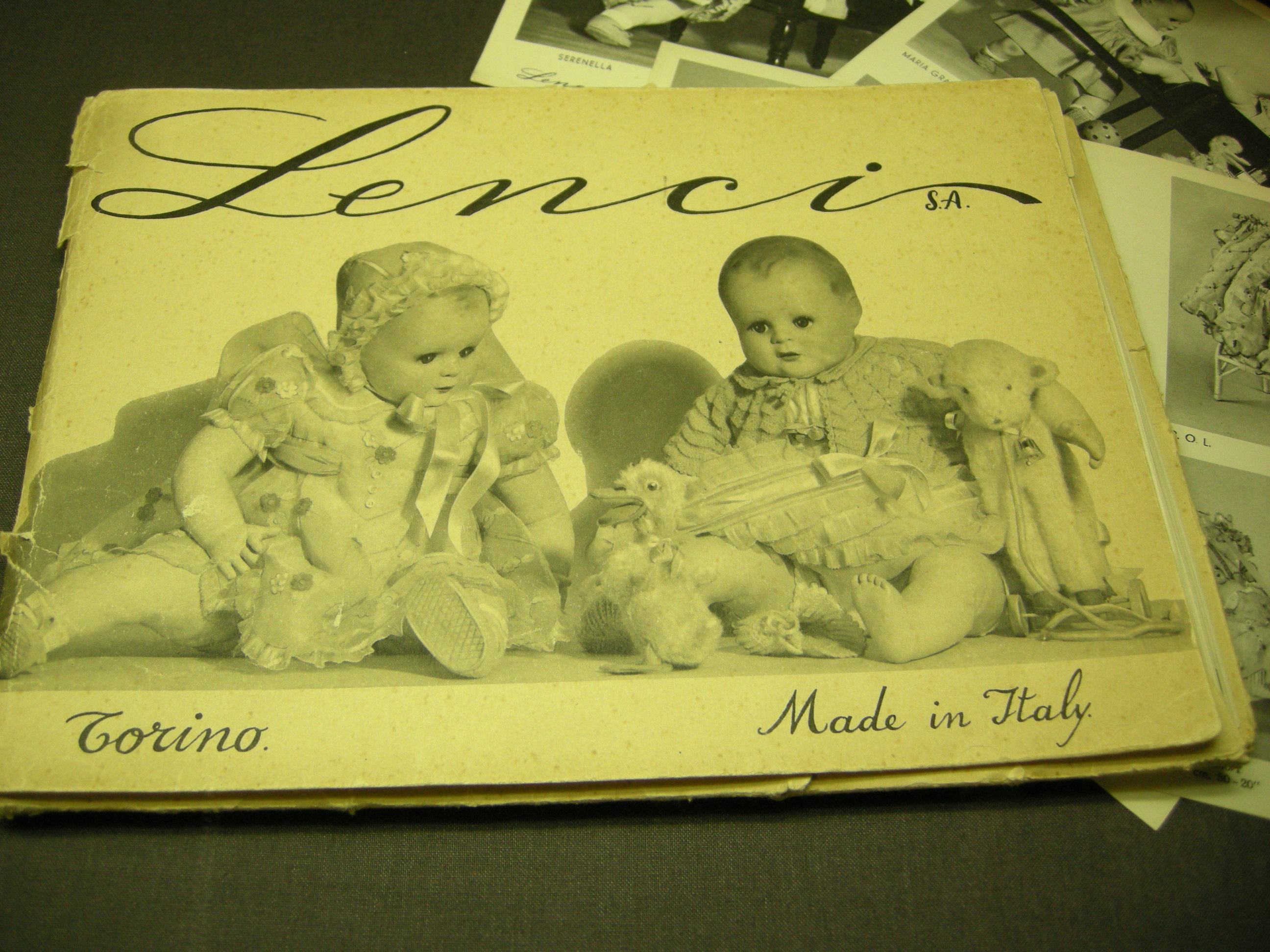
Lenci-Katalog von 1931

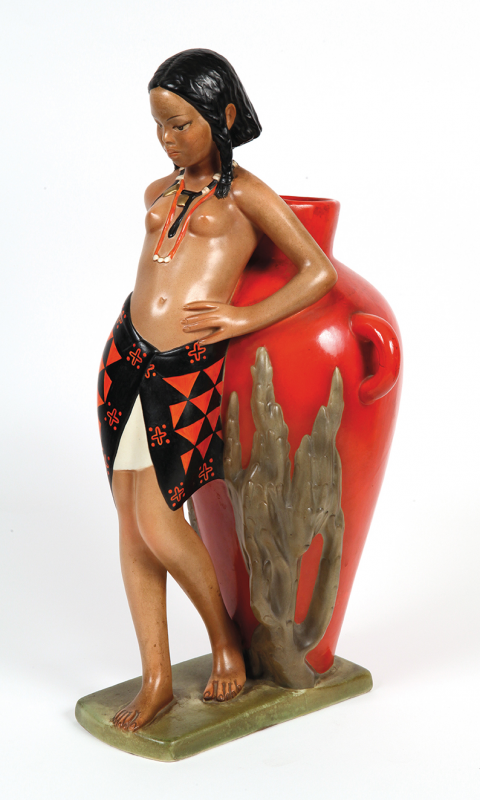
Abele Jacopi: Die Abissinierin, Fayence, wohl 1930er Jahre

Lenci-Puppen sind aus Filz gefertigte Künstlerpuppen, die von dem Turiner Unternehmen Lenci hergestellt wurden. Ebenfalls im Sortiment waren Keramikfiguren idealisierter junger Mädchen und Frauen für ein erwachsenes Sammlerpublikum des Art déco mit Nähe zum Kitsch.

## Sammelobjekte
1919 brachte das Unternehmen Lenci in Turin im Königreich Italien aus Filz gefertigte Künstlerpuppen auf den Markt. Körper, Gesicht und Kleidung waren aus Filz gefertigt, die Köpfe trugen meist Perücken aus Mohair. Die Gesichter wurden teils von Hand schelmenhaft oder trotzig bemalt. Einige wurden auch mit großen beweglichen Glasaugen (sogenannten Kulleraugen) ausgerüstet.
Bis zur Liquidation des Unternehmens Lenci im Jahr 2002 wurden die Puppen noch in der Art von 1919 gefertigt. Bei Sammlern genießen Lenci-Puppen ein hohes Ansehen und damit verbunden werden auch hohe Preise für Originale aus den 1920er und 1930er Jahren gezahlt. Auch spätere Versionen von Originalen werden teilweise für fünfstellige Beträge versteigert, beispielsweise die Puppe 'Sam', die 2011 für 19.000 USD verkauft wurde.

## Unternehmensgeschichte von Lenci
Elena König wurde 1886 im norditalienischen Turin geboren. Aufgrund ihrer schweren Kindheit wanderte sie als junge Frau nach Deutschland aus, wo sie zunächst als Kunstfotografin arbeitete. In Deutschland wurde aus ihrem Vornamen „Elena“ der Kosename „Lenchen“ kreiert, aus dem im italienischen 'Lenci' wurde, die spätere Firma des Unternehmens. Nachdem das Unternehmen bereits unter dieser Firma existierte, formte man aus den Buchstaben des Namens 'LENCI' noch die Unternehmensphilosophie: „Ludus Est Nobis Constanter Industria“ – was frei übersetzt so viel bedeutet wie: „Dem Spielen gehört das ganze Engagement des Betriebes.“
1915 zog Elena König, nach der Heirat mit Enrico Scavini, wieder nach Turin zurück. Dort stellte sie 1919 ihre erste Puppe vor, vorerst ohne nennenswerten Erfolg. Das Interesse des Publikums wurde 1921 geweckt, nachdem Elena ihre Puppenkreationen in Paris vorgestellt hatte. Neben Europa wurden die USA ein wichtiger Markt für ihre Filz-Puppen. Lenci-Puppen wurden bald kopiert und erheblich preiswerter auf den Markt gebracht. Dies führte 1928 zur ersten finanziellen Krise des Unternehmens, die allerdings bis 1930 wieder abgewendet werden konnte. Erst 1937 erreichte der Betrieb, der inzwischen rund 600 Mitarbeiter beschäftigte, als Familienunternehmen die Spitze seines Erfolgs. Von diesem Zeitpunkt an wurden finanzkräftige Partner engagiert, die die Geschäftsführung leiteten. Elena König Scavini blieb zunächst Leiterin der künstlerischen Entwicklung. Im Keramikbereich konkurrierte sie mit Royal Dux.
Die Keramikfiguren zeigten meist gelb-blonde Frauen und Mädchen in zeitgenössischer Kleidung bei mondänen Betätigungen wie Sport und Reisen. Dazu gehörten häufig ausgefallene Hüte. Die Haltungen waren kokett oder mit der Ernsthaftigkeit der Neuen Frau. Sie wurden aus Irdengut oder Porzellan gefertigt und in leuchtenden Farben handbemalt. Die Entwürfe stammten von Elena König Scavini, Mario Sturani, Celia Bertelli, Abele Jacopi und weiteren Künstlern.
Die koloniale Expansion des faschistischen Italiens im Abessinienkrieg (1935–1941), insbesondere mit massiver sexueller Gewalt gegen die dortigen Frauen, fand im Entwurf von Die Abissinierin von Abele Jacopi einen sehr naiven Widerhall, doch zieht sich diese Naivität durch das gesamte keramische Werk. 1938 verstarb Enrico Scavini und Ende 1940 zog sich Elena König Scavini nun ganz aus dem Betrieb zurück. 1974 verstarb die 88-jährige Unternehmerin in Turin. Zur Jahrtausendwende zog der Konkursverwalter ein und suchte vergeblich einen Käufer für das bankrotte Unternehmen. 2002 wurde Lenci liquidiert.